# لوچ‌ماهی‌های خاردار
لوچ‌ماهی‌های خاردار (نام علمی: Cobitis)، یک سرده از ماهیان کوچک آب شیرین در خانوادهٔ رفتگرماهیان از مناطق معتدله و نیمه‌گرمسیری اوراسیا است. این سرده شامل «لوچ‌ماهی‌های خاردار نمادین»، از جمله رفتگرماهی معروف اروپا است. لوچ‌های خاردار مشابهی که عموماً در جنوب دامنهٔ پراکنش Cobitis یافت می‌شوند، امروزه در Sabanejewia جدا شده‌اند.
در حال حاضر ۹۶ گونه شناخته شده در این جنس وجود دارد.